# 恋の400Mカレー
「恋の400M（メートル）カレー」（こいの400メートルカレー）は、2001年12月5日に発売された期間限定ユニット「GOタリモ&ミニカレー」によるシングル。

## 解説
TBSテレビ系「学校へ行こう!」の企画から生まれた期間限定ユニット。プロデュースはピエール瀧。
メンバーの最年少年齢は4歳（当時）。4歳以下でのオリコンシングルチャート10位以内獲得は史上初であり、史上最年少記録である。
そのため他局の音楽番組でも番組名は出ないが、ミュージック・ビデオが流れることも多かった。

## 収録曲
1. 恋の400Mカレー
  - 作詞：カレードリームチーム　作曲・編曲：CMJK
2. 恋の400Mカレー（どんどこどん・ミックス）
  - Remix：ジュリエッタ009
3. 恋の400Mカレー（オリジナル・カラオケ）

## タイアップ
- TBSテレビ系「学校へ行こう!」テーマソング（#1）